# Petter Stymne
Petter Stymne (Skövde, 9 maggio 1983) è un nuotatore svedese.

## Carriera
Agli Europei 2008 di Eindhoven ha vinto la medaglia d'oro nella staffetta 4x100m sl.

## Palmarès
- Mondiali in vasca corta

Manchester 2008: bronzo nella 4x100m sl.
- Europei

Eindhoven 2008: oro nella 4x100m sl.
- Europei in vasca corta

Vienna 2004 : bronzo nella 4x50m sl.
Helsinki 2006: oro nella 4x50m sl.
Debrecen 2007: oro nella 4x50m sl.